# Medasina lampasaria
Medasina lampasaria är en fjärilsart som beskrevs av George Francis Hampson 1895. Medasina lampasaria ingår i släktet Medasina och familjen mätare. Inga underarter finns listade i Catalogue of Life.